# Substance (film)
Substance (v anglickém originále The Substance) je biologický [[f	ilmový horor]] z roku 2024, který napsala a režírovala Coralie Fargeat. Ve filmu hrají Demi Moore, Dennis Quaid a Margaret Qualley. Film se vyznačuje satirickými prvky a groteskními, hyperrealistickými obrazy.

## Synopse
Příběh sleduje vyhasínající celebritu Elisabeth Sparkle (Demi Moore), která poté, co ji její producent (Dennis Quaid) vyhodí kvůli jejímu věku, použije na černém trhu drogu, která vytvoří mladší verzi sebe sama (Margaret Qualley) s nečekanými vedlejšími účinky. 

## Obsazení
| Demi Moore       | Elisabeth Sparkle (český dabing: Ilona Svobodová) |
| Margaret Qualley | Sue (český dabing: Marika Šoposká)                |
| Dennis Quaid     | Harvey (český dabing: Svatopluk Schuller)         |

## Produkce a vydání
Jedná se Fargeatin druhý celovečerní film po snímku Revenge (2017). Scénář, motivovaný společenským tlakem na ženská těla a stárnutí, napsala během dvou let a sestavila produkční tým z Francie, Velké Británie a Spojených států.
Hlavní natáčení ve Francii trvalo 108 dní. Při natáčení bylo hojně využito protetického make-upu a dalších praktických efektů, včetně obleků, loutek, figurín, vložených záběrů a přibližně 21 000 litrů umělé krve pro ztvárnění proměny Elisabeth způsobené substancí. Hudbu k filmu napsal Raffertie a je v ní použit coververze skladby "Pump It Up!" od DJ Endora.

## Vydání a ohlasy
Snímek měl premiéru 19. května 2024 v hlavní soutěži 77. ročníku filmového festivalu v Cannes, kde Fargeat získal cenu za nejlepší scénář. Původně měl být film distribuován společností Universal Pictures, do kin jej 20. září 2024 uvedla společnost Mubi ve Spojeném království a Spojených státech a 6. listopadu 2024 společnost Metropolitan Filmexport ve Francii.

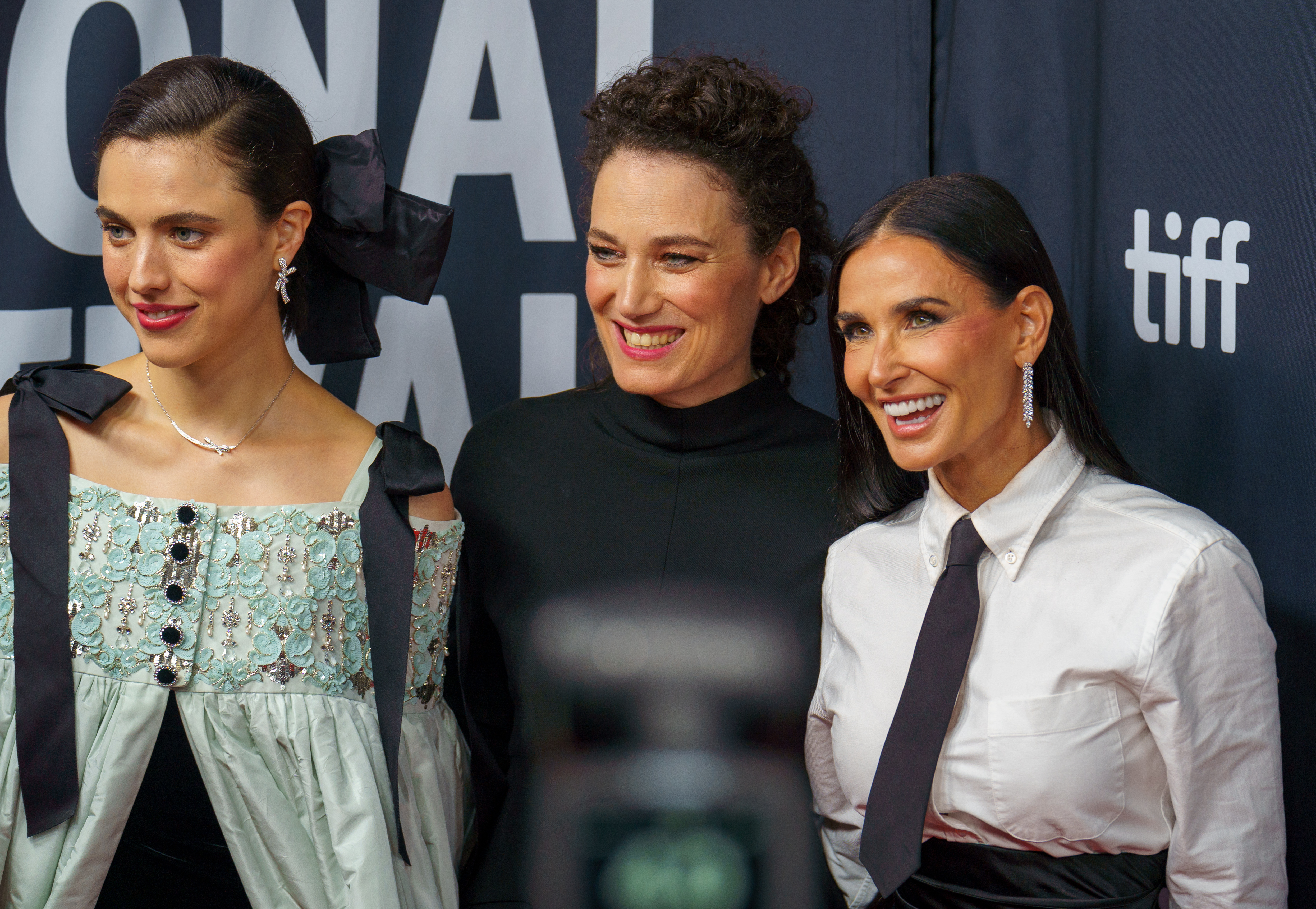
Obsazení filmu

Jedná se o nejvýdělečnější film společnosti Mubi, který v pokladnách kin vydělal 77 až 82 milionů dolarů při produkčním rozpočtu 18 milionů dolarů.
Film získal pozitivní recenze a na 97. ročníku udílení Oscarů získal cenu za nejlepší make-up a účes a řadu dalších ocenění. Mooreová za svůj výkon získala Zlatý glóbus, Cenu kritiků a Cenu herecké asociace a nominaci na Oscara za nejlepší ženský herecký výkon.